# Michael Häberle
Michael Häberle (* 6. Oktober 1969 in Stuttgart-Bad Cannstatt) ist ein deutscher Gewerkschafter und Betriebsratsvorsitzender des Mercedes-Benz-Werks Stuttgart-Untertürkheim und Forschung und Entwicklung PKW. Seit dem 1. Januar 2019 leitet er den Betriebsrat und ist Mitglied des Aufsichtsrats der Mercedes-Benz Group AG und der Mercedes-Benz AG. Seit Dezember 2021 ist der stellvertretende Vorsitzende des Gesamtbetriebsrats der Mercedes-Benz Group AG.

## Werdegang
Michael Häberle absolvierte 1986 eine Ausbildung zum Mechaniker im Mercedes-Benz Werk in Untertürkheim. 1996 schloss er die Fachhochschulreife ab und bestand die Prüfung zum staatlich geprüften Maschinenbautechniker. Im Jahr 2000 beendete er erfolgreich ein berufsbegleitendes Ergänzungsstudium zum Betriebswirt.
Er arbeitete in verschiedenen Bereichen des Unternehmens, unter anderem als Elektromechaniker in der PKW-Entwicklung sowie als kaufmännischer Sachbearbeiter im Werk Untertürkheim. 1998 ist Michael Häberle erstmals in den Betriebsrat gewählt worden. 2017 wurde er zum stellvertretenden Betriebsratsvorsitzenden gewählt und damit auch zu einem Mitglied im Gesamtbetriebsrat. Seit Januar 2019 ist er Betriebsratsvorsitzender des Mercedes-Benz Werks Untertürkheim, Forschung und Entwicklung Pkw. Seit Dezember 2021 ist er der stellvertretende Vorsitzende des Gesamtbetriebsrats der Mercedes-Benz Group AG.
Michael Häberle lebt mit seiner Frau und seiner Tochter in Remseck am Neckar. Er ist als ehrenamtlicher Richter am Landesarbeitsgericht tätig, Mitglied im Ortsvorstand der IG-Metall-Geschäftsstelle Stuttgart und Mitglied der Großen Tarifkommission.